# 雷伊斯马戈斯
雷伊斯马戈斯（Reis Magos），是印度果阿邦North Goa县的一个城镇。总人口8698（2001年）。

## 人口
该地2001年总人口8698人，其中男性4825人，女性3873人；0—6岁人口922人，其中男484人，女438人；识字率78.14%，其中男性为82.05%，女性为73.28%。